# Chlordantoin
Chlordantoin (clodantoin) là một loại thuốc chống nấm  được sử dụng trong phụ khoa.